# Deutschland beim Junior Eurovision Song Contest
Teilnehmende Rundfunkanstalt

(als Gemeinschaftsprogramm von  und )
Erste Teilnahme
2020
Anzahl der Teilnahmen
4 (Stand 2024)
Höchste Platzierung
9 (2023)
Höchste Punktzahl
107 (2023)
Niedrigste Punktzahl
61 (2021)
Punkteschnitt (seit erstem Beitrag)
78 (2023)
Punkteschnitt pro abstimmendem Land im 12-Punkte-System
5,5
Dieser Artikel befasst sich mit der Geschichte Deutschlands als Teilnehmer am Junior Eurovision Song Contest.

## Teilnahme am Wettbewerb
Eine Teilnahme Deutschlands war bereits für 2003 und 2004 angekündigt. In beiden Jahren sagte man jedoch ein Teilnahme ab, ohne bestimmte Gründe zu nennen. Seit 2013 zeigte die ARD, die für den Eurovision Song Contest verantwortlich ist, wieder Interesse an einer Teilnahme und somit stand Deutschland auf der Liste der möglichen Debütanten für den Wettbewerb 2014, man entschied sich jedoch gegen eine Teilnahme. Das ZDF war daraufhin an einer Teilnahme für 2015 interessiert und entsendete Beobachter zum JESC 2014 in Malta. Der Sender sagte eine Teilnahme Deutschlands 2015 jedoch ab und schloss ein Debüt beim JESC 2016 aus. Im Dezember 2019 bestätigte KiKA, dass eine Delegation des Senders und des NDRs den Junior Eurovision Song Contest 2019 in Gliwice besucht hat, um den Wettbewerb als Teil des Publikums zu erleben. Dabei wurde betont, dass zu diesem Zeitpunkt noch keine Entscheidung getroffen worden war, ob Deutschland im folgenden Jahr teilnehmen wird oder nicht, obwohl es enge Gespräche mit der EBU gab. Der NDR bestätigte am 8. Juli 2020 das Debüt Deutschlands beim Junior Eurovision Song Contest 2020 am 29. November in Warschau.
Die erste Vertreterin Deutschlands beim Wettbewerb 2020, Susan, erreichte mit 66 Punkten den 12. und somit den letzten Platz. Im Jahr darauf, 2021, wurde die Sängerin Pauline mit ihrem Lied 17. und erzielte beim Wettbewerb 61 Punkte.
Im August 2022 gab der NDR bekannt, dass Deutschland nicht am Wettbewerb 2022 teilnimmt. Als Grund für diese Entscheidung wurde genannt, dass man eine „Kreativpause“ einlegen werde. außerdem spreche eine Reisewarnung des Auswärtigen Amtes für das Gastgeberland Armenien gegen eine Teilnahme. Die Rundfunkanstalt gab neben der Absage für den Wettbewerb 2022 jedoch bekannt, dass man zum Wettbewerb 2023 zurückkehren werde. Am 11. Dezember 2022, während des JESC 2022, wurde bekanntgegeben, dass Deutschland 2023 zum JESC zurückkehrt.
Im Jahr 2023 wird Deutschland von der Sängerin FIA vertreten. Diese erreichte mit Platz 9 die bisher beste Platzierung für Deutschland.
Im März 2025 gab KiKA, der seit demselben Jahr die alleinige Verantwortung für den JESC in Deutschland trägt, bekannt, dass für 2025 kein eigenes Lied entsendet wird. Gründe dafür wurden bisweilen nicht genannt. Der Sender bestätigte jedoch gleichzeitig, dass eine deutsche Live-Übertragung dennoch stattfinden wird. Unklar bleibt, ob Deutschland in näherer Zukunft wieder beim JESC teilnehmen wird.

## Liste der Beiträge
| Jahr | Interpret                | Titel (Musik / Text)                                                         | Sprache                  | Übersetzung              | Platz Teilnehmer (gesamt) | Punkte                   |
| ---- | ------------------------ | ---------------------------------------------------------------------------- | ------------------------ | ------------------------ | ------------------------- | ------------------------ |
| 2020 | Susan                    | Stronger With You M/T: Levent Geiger                                         | Deutsch, Englisch        | Stärker mit dir          | 12 / 12                   | 66                       |
| 2021 | Pauline                  | Imagine Us M/T: Torben Brüggemann, Alex Henke, Ricardo Munoz, Patrick Salmy  | Deutsch, Englisch        | Stell dir uns vor        | 17 / 19                   | 61                       |
| 2022 | Auf Teilnahme verzichtet | Auf Teilnahme verzichtet                                                     | Auf Teilnahme verzichtet | Auf Teilnahme verzichtet | Auf Teilnahme verzichtet  | Auf Teilnahme verzichtet |
| 2023 | FIA                      | Ohne Worte M/T: Martin Fliegenschmidt, David Jürgens, Sascha Seelemann       | Deutsch (a)              | –                        | 9 / 16                    | 107                      |
| 2024 | Bjarne                   | Save The Best For Us M/T: Kai Oliver Krug, Thomas Meilstrup, Ignacio Uriarte | Deutsch, Englisch        | Rettet das Beste für uns | 11 / 17                   | 71                       |

## Nationale Vorentscheide
Der Kindersender KiKA hat in der Sendung Dein Song für Warschau den deutschen Beitrag für den Wettbewerb 2020 gesucht, dabei schrieb der ehemalige Teilnehmer von Dein Song, Levent Geiger, die Songs für den Vorentscheid. Diese zwei Beiträge wurde von fünf Interpreten gesungen. Der Gewinnerin, Susan, und das Lied Stronger With You wurden von einer Jury ausgewählt.
Auch 2021 wurde ebenfalls ein Vorentscheid zur Auswahl des Beitrages verwendet. Unter dem Namen Junior ESC – Wer fährt nach Paris? fand am 10. September 2021 der Vorentscheid statt. Dabei traten drei Interpretinnen gegeneinander an, die jeweils zwei Songs präsentierten. In der ersten Abstimmungsrunde wurde entschieden, welche der drei Interpretinnen am JESC teilnimmt. In der zweiten Abstimmungsrunde wurde dann entschieden mit welchem der beiden Songs die Interpretin am Wettbewerb teilnimmt. Beide Abstimmungsrunden wurden per Online-Voting entschieden. Pauline gewann den Vorentscheid mit ihrem Lied Imagine Us.
Im Jahr 2023 entschied sich KiKA dazu, ein kombiniertes Online- und Jury-Voting durchzuführen. Am 8. September 2023 gab der Sender 5 Interpreten (FIA, Rahel, Lenny, Adriano, Toby), sowie deren Songs, bekannt. Vom 8. bis 17. September 2023 konnte für die 5 Interpreten und Songs abgestimmt werden. Am 18. September 2023 gab der Sender bekannt, dass FIA mit ihrem Song „Ohne Worte“, welcher Gebärdensprache enthält, Deutschland beim JESC vertreten wird.

## Liste der Kommentatoren
| Jahr(e)   | Kommentatoren        | Kanal             |
| --------- | -------------------- | ----------------- |
| 2003      | unbekannt            | KiKA              |
| 2004–2014 | Keine Übertragung    | Keine Übertragung |
| 2015–2016 | Thomas Mohr          | eurovision.de     |
| 2017–2019 | Keine Übertragung    | Keine Übertragung |
| 2020      | Bürger Lars Dietrich | KiKA              |
| 2021–2024 | Constantin Zöller    | KiKA              |